# Kristen Welker
Kristen Welker (Filadelfia, 1 de julio de 1976) es una periodista de televisión estadounidense que trabaja para NBC News. Es corresponsal en la Casa Blanca con sede en Washington D. C., y copresentadora de Weekend Today, la edición del sábado del programa Today, junto con Peter Alexander.
Fue moderadora en el segundo debate presidencial entre Donald Trump y Joe Biden el 22 de octubre de 2020. El 8 de enero de 2021 se anunció que Kristen Welker y Peter Alexander fueron ascendidos como nuevos corresponsales jefe de la Casa Blanca para NBC News, como parte de un reajuste para cubrir la nueva administración presidencial.

## Biografía
Welker es hija de Harvey y Julie Welker. Su padre es ingeniero y su madre, agente inmobiliario. El padre de Welker es blanco y su madre es afroamericana. Se graduó en Germantown Friends School en Filadelfia en 1994 y en el Harvard College sacó su licenciatura BA en 1998. En Harvard, se especializó en historia y se graduó con honores. Welker también trabajó para Today en 1997.
Welker ha trabajado en WLNE-TV (2003-2005) en Providence (Rhode Island), canal de TV afiliado a ABC y en KRCR-TV, en Redding (California). Se unió a NBC en 2005 en su canal de Filadelfia, WCAU, donde fue reportera y presentadora de fin de semana. Luego pasó a NBC News en 2010 como corresponsal en la sede de NBC News West Coast en Burbank, California y llegó a la corresponsalía de la NBC en la Casa Blanca en diciembre de 2011.
Welker representa a MSNBC durante las conferencias de prensa diarias de la Casa Blanca e informa en vivo para varios programas de la red. De vez en cuando aparece en NBC Nightly News y en Today. El 10 de enero de 2020, la NBC anunció que Welker sería la copresentadora habitual de Weekend Today junto a Peter Alexander. Debutó como copresentadora en Weekend Today el 11 de enero de 2020. En septiembre de 2020, fue honrada con el premio a la periodista destacada en televisión en los Annual Washington Women in Journalism Awards (premios Washington de mujeres en el periodismo).

### Vida personal
Welker se casó con John Hughes, un ejecutivo de marketing de la empresa Merck & Co., el 7 de marzo de 2017 en Filadelfia. Welker is not registered with any political party. Welker le dio la bienvenida a su hija Margot el 12 de junio de 2021 a través de maternidad subrogada. El 30 de mayo de 2024 nació su segundo hijo, John.